# Ral·li de Sanremo

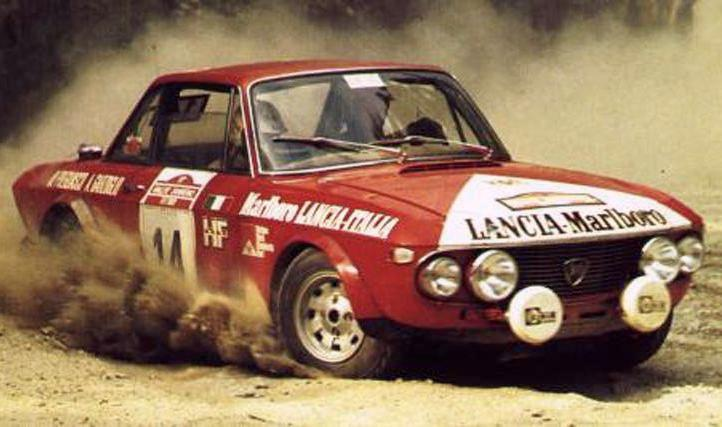
Mauro Pregliasco amb el Lancia Fulvia a l'edició de 1973

El Ral·li de Sanremo (en italià: Rally di Sanremo) és un ral·li que es corre pels voltants de la ciutat italiana de Sanremo. Es disputa des de 1928 i és el ral·li més antic d'Itàlia. Entre 1973 i 2003 va formar part del Campionat Mundial de Ral·lis, fins que el 2004 el substituí en aquest campionat el Ral·li de Sardenya. Tradicionalment, el Ral·li de Sanremo alternava seccions d'asfalt i de grava, fins que d'ençà de 1997 es passà a disputar totalment per carreteres asfaltades.

## Guanyadors
A 22 d'abril de 2022
| Any  | Edició                                 | Pilot                 | Copilot                 | Cotxe                      | Camp.          |
| ---- | -------------------------------------- | --------------------- | ----------------------- | -------------------------- | -------------- |
| 1928 | Rallye Internazionale di Sanremo       | Ernest Urdareanu      |                         | Fiat 520                   |                |
| 1929 | Rallye Internazionale di Sanremo       | Ernest Urdareanu      |                         | Fiat 521                   |                |
| 1961 | 1r. Rallye dei Fiori                   | Mario De Villa        | Devilla                 | Alfa Romeo Giulietta       |                |
| 1962 | 2nd Rallye dei Fiori                   | Piero Frescobaldi     | Dorando Malinconi       | Lancia Flavia              |                |
| 1963 | 3r. Rallye dei Fiori                   | Franco Patria         | Orengo                  | Lancia Flavia Coupè        |                |
| 1964 | 4º Rallye dei Fiori                    | Erik Carlsson         | Gunnar Palm             | Saab 96 Sport              |                |
| 1965 | 5º Rallye dei Fiori                    | Leo Cella             | Sergio Gamenara         | Lancia Fulvia 2C           |                |
| 1966 | 6º Rallye dei Fiori                    | Leo Cella             | Luciano Lombardini      | Lancia Fulvia HF           |                |
| 1967 | 7º Rallye dei Fiori                    | Jean-François Piot    | Claude Roure            | Renault Gordini            |                |
| 1968 | 8º Rallye di Sanremo                   | Pauli Toivonen        | Martti Tiukkanen        | Porsche 911                | ERC            |
| 1969 | 9º Rallye di Sanremo                   | Harry Källström       | Gunnar Häggbom          | Lancia Fulvia HF           | ERC            |
| 1970 | 1r. Sanremo-Sestriere - Rally d'Italia | Jean-Luc Thérier      | Marcel Callewaert       | Alpine-Renault A110 1600   |                |
| 1971 | 2nd Sanremo-Sestriere - Rally d'Italia | Ove Andersson         | Tony Nash               | Alpine-Renault A110 1600   |                |
| 1972 | 14º Rallye Sanremo                     | Amilcare Ballestrieri | Arnaldo Bernacchini     | Lancia Fulvia 1.6 Coupé HF |                |
| 1973 | 15º Rallye Sanremo                     | Jean-Luc Thérier      | Jacques Jaubert         | Alpine-Renault A110 1800   | WRC            |
| 1974 | 16º Rallye Sanremo                     | Sandro Munari         | Mario Mannuci           | Lancia Stratos HF          | WRC            |
| 1975 | 17º Rallye Sanremo                     | Björn Waldegård       | Hans Thorszelius        | Lancia Stratos HF          | WRC            |
| 1976 | 18º Rallye Sanremo                     | Björn Waldegård       | Hans Thorszelius        | Lancia Stratos HF          | WRC            |
| 1977 | 19º Rallye Sanremo                     | Jean-Claude Andruet   | Christian Delferrier    | Fiat 131 Abarth            | WRC            |
| 1978 | 20º Rallye Sanremo                     | Markku Alén           | Ilkka Kivimäki          | Lancia Stratos HF          | WRC            |
| 1979 | 21r. Rallye Sanremo                    | Antonio Fassina       | Mauro Mannini           | Lancia Stratos HF          | WRC            |
| 1980 | 22nd Rallye Sanremo                    | Walter Röhrl          | Christian Geistdörfer   | Fiat 131 Abarth            | WRC            |
| 1981 | 23r. Rallye Sanremo                    | Michèle Mouton        | Fabrizia Pons           | Audi Quattro               | WRC            |
| 1982 | 24º Rallye Sanremo                     | Stig Blomqvist        | Björn Cederberg         | Audi Quattro               | WRC            |
| 1983 | 25º Rallye Sanremo                     | Markku Alén           | Ilkka Kivimäki          | Lancia Rally 037           | WRC            |
| 1984 | 26º Rallye Sanremo                     | Ari Vatanen           | Terry Harriman          | Peugeot 205 Turbo 16       | WRC            |
| 1985 | 27º Rallye Sanremo                     | Walter Röhrl          | Christian Geistdörfer   | Audi Quattro S1            | WRC            |
| 1986 | 28º Rallye Sanremo                     | Markku Alén           | Ilkka Kivimäki          | Lancia Delta S4            | WRC            |
| 1987 | 29º Rallye Sanremo                     | Miki Biasion          | Tiziano Siviero         | Lancia Delta HF 4WD        | WRC            |
| 1988 | 30º Rallye Sanremo - Rallye d'Italia   | Miki Biasion          | Tiziano Siviero         | Lancia Delta Integrale     | WRC            |
| 1989 | 31r. Rallye Sanremo - Rallye d'Italia  | Miki Biasion          | Tiziano Siviero         | Lancia Delta Integrale 16V | WRC            |
| 1990 | 32nd Rallye Sanremo - Rallye d'Italia  | Didier Auriol         | Bernaº Occelli          | Lancia Delta Integrale 16V | WRC            |
| 1991 | 33r. Rallye Sanremo - Rallye d'Italia  | Didier Auriol         | Bernaº Occelli          | Lancia Delta Integrale 16V | WRC            |
| 1992 | 34º Rallye Sanremo - Rallye d'Italia   | Andrea Aghini         | Sauro Farnocchia        | Lancia Delta HF Integrale  | WRC            |
| 1993 | 35º Rallye Sanremo - Rallye d'Italia   | Franco Cunico         | Stefano Evangelisti     | Foº Escort RS Cosworth     | WRC            |
| 1994 | 36º Rallye Sanremo - Rallye d'Italia   | Didier Auriol         | Bernaº Occelli          | Toyota Celica Turbo 4WD    | WRC            |
| 1995 | 37º Rallye Sanremo - Rallye d'Italia   | Piero Liatti          | Alessandro Alessandrini | Subaru Impreza 555         | C2L            |
| 1996 | 38º Rallye Sanremo - Rallye d'Italia   | Colin McRae           | Derek Ringer            | Subaru Impreza 555         | WRC            |
| 1997 | 39º Rallye Sanremo - Rallye d'Italia   | Colin McRae           | Nicky Grist             | Subaru Impreza WRC         | WRC            |
| 1998 | 40º Rallye Sanremo - Rallye d'Italia   | Tommi Mäkinen         | Risto Mannisenmäki      | Mitsubishi Lancer Evo 5    | WRC            |
| 1999 | 41r. Rallye Sanremo - Rallye d'Italia  | Tommi Mäkinen         | Risto Mannisenmäki      | Mitsubishi Lancer Evo 6    | WRC            |
| 2000 | 42nd Rallye Sanremo - Rallye d'Italia  | Gilles Panizzi        | Hervé Panizzi           | Peugeot 206 WRC            | WRC            |
| 2001 | 43r. Rallye Sanremo - Rallye d'Italia  | Gilles Panizzi        | Hervé Panizzi           | Peugeot 206 WRC            | WRC            |
| 2002 | 44º Rallye Sanremo - Rallye d'Italia   | Gilles Panizzi        | Hervé Panizzi           | Peugeot 206 WRC            | WRC            |
| 2003 | 45° Rallye Sanremo - Rallye d'Italia   | Sébastien Loeb        | Daniel Elena            | Citroën Xsara WRC          | WRC            |
| 2004 | 46º Rallye Sanremo                     | Renato Travaglia      | Flavio Zanella          | Peugeot 206 S1600          |                |
| 2005 | 47º Rallye Sanremo                     | Alessandro Perico     | Fabrizio Carrara        | Renault Clio S1600         |                |
| 2006 | 48º Rallye Sanremo                     | Paolo Andreucci       | Anna Andreussi          | Fiat Grande Punto S2000    | IRC            |
| 2007 | 49º Rallye Sanremo                     | Luca Rossetti         | Matteo Chiarcossi       | Peugeot 207 S2000          | IRC            |
| 2008 | 50º Rallye Sanremo                     | Giandomenico Basso    | Mitia Dotta             | Abarº Grande Punto S2000   | IRC            |
| 2009 | 51r. Rallye Sanremo                    | Kris Meeke            | Paul Nagle              | Peugeot 207 S2000          | IRC            |
| 2010 | 52nd Rallye Sanremo                    | Paolo Andreucci       | Anna Andreussi          | Peugeot 207 S2000          | IRC            |
| 2011 | 53r. Rallye Sanremo                    | Thierry Neuville      | Nicolas Gilsoul         | Peugeot 207 S2000          | IRC            |
| 2012 | 54º Rallye Sanremo                     | Giandomenico Basso    | Mitia Dotta             | Ford Fiesta RRC            | IRC            |
| 2013 | 55º Rallye Sanremo                     | Giandomenico Basso    | Mitia Dotta             | Peugeot 207 S2000          | ERC            |
| 2014 | 56º Rallye Sanremo                     | Umberto Scandola      | Guido D'Amore           | Škoda Fabia S2000          | ERC Cup        |
| 2015 | 62n. Rallye Sanremo                    | Paolo Andreucci       | Anna Andreussi          | Peugeot 208 T16            | ERC Cup        |
| 2016 | 63r. Rallye Sanremo                    | Paolo Andreucci       | Anna Andreussi          | Peugeot 208 T16            |                |
| 2017 | 64º Rallye Sanremo                     | Paolo Andreucci       | Anna Andreussi          | Peugeot 208 T16            |                |
| 2018 | 65º Rallye Sanremo                     | Paolo Andreucci       | Anna Andreussi          | Peugeot 208 T16            |                |
| 2019 | 66º Rallye Sanremo                     | Craig Breen           | Paul Nagle              | Škoda Fabia R5             |                |
| 2020 | 67º Rallye Sanremo                     | Edició suspesa        | Edició suspesa          | Edició suspesa             | Edició suspesa |
| 2021 | 68º Rallye Sanremo                     | Craig Breen           | Paul Nagle              | Hyundai i20 R5             |                |